# Língua huambisa
Huambisa, Huambiza, ou Wambisa é uma língua Jivaroana falada pelos huambisas do Peru. É similar às línguas Achuar-Shiwiar e Aguaruna, sendo oficial nas regiões onde é falada.
Seu uso é forte em todos os domínios por agricultores de coivara, cristãos ou animistas. A maioria fala também o espanhol, sendo 50% dos falantes alfabetizados nas duas línguas.Já existe dicionário huambisa.

## Escrita
O Huambisa usa uma forma bem simplificada do alfabeto latino, a qual não apresenta as consoantes B, C (isolado), D, F, H, L, Q, V, X, Z, nem a vogal O. Usam-se as formas Ch, Sh, Ts.

## Fonologia
Huambisa é de sons,o  qual conecta as palavras através de sua forma fonológica e seus significados semânticos.. Percebe-se uma correspondência na língua Huambisa entre as conotações dos sons relativos às palavras que eles descrevem dentro de fonemas, significando que os sons da linguagem não são apenas significantes literalmente, mas também simbolicamente. Muito do que se conhece da fonética de Huambisan é específico do dialeto wachiycu falado ao longo do rio Wachiyacu e o dialeto da região do rio Santiago.

### Consoantes
A língua Huambisa tem 14 Consoantes, a maioria dos quais são tenuis. O idioma tem apenas uma série de tenuis e sem aspiração. A articulação, em oposição ao fato dos fonemas serem fortis ou lenis, é o principal meio de distinguir entre Consoantes fonológicas. Existem 3 fricativas fricativas, /s/, /ʃ/, /h/, 3 nasais, /m/, /n/, /ɲ/, uma consoante rótica que se alterna entre vibrante simples [r] e aproximante [ɺ], na qual a variação inteiramente individual, mas a vibrante é mais comum, e uma semivogal aproximante / j / que tem um uso muito limitado na linguagem, exceto como parte do sufixo de terceira pessoa do passado. '-ji' '. O trabalho mais recente publicado na linguagem Huambisa considera as outras duas semivogais como alofones, sendo a realização alofônica posicional de / u /, e / ɰ / sendo a de /ɨ/.
A tabela a seguir dá os sons Consoantes conhecidos da língua Huambisa, com pronúncia na transcrição IPA.
|             | Bilabial | Dental | Alveolar | Pós alveolar | Palatal | Velar | Glotal |
| ----------- | -------- | ------ | -------- | ------------ | ------- | ----- | ------ |
| Oclusiva    | p        | t      |          |              |         | k     | ʔ      |
| Africada    |          |        | t͡s       | t͡ʃ           |         |       |        |
| Fricativa   |          |        | s        | ʃ            |         |       | h      |
| Nasal       | m        |        | n        | ɲ            |         |       |        |
| Rótica      |          |        | r        |              |         |       |        |
| Aproximante |          |        |          |              | j       |       |        |

### Vogais
A língua Huambisa tem 8 sons vogais: os 4 vogais orais / a, i, ɨ, u / e seus correspondentes nasais, / ã, ĩ, ɨ̃, ũ /, respectivamente. Essas vogais são caracterizados apenas por "abertura, localização e prosódia oral / nasal. A tabela a seguir mostra os sonss orais Huambisa e suas contrapartes nasais com pronúncia na transcrição IPA.
|         | Anterior | Anterior | Central | Central | Posterior | Posterior |
| ------- | -------- | -------- | ------- | ------- | --------- | --------- |
| Fechada | i        | ĩ        | ɨ       | ɨ̃       | u         | ũ         |
| Aberta  |          |          | a       | ã       |           |           |

Consoantes são geralmente encontrados no início da sílaba, com exceção de / r /, / ɲ / e / ʔ /. As únicos que ficam no final da sílaba sãos / n / e / m /.ref name=":0" />